# Philipp van Endert
Philipp van Endert (* 30. Oktober 1969) ist ein deutscher Jazzgitarrist und Komponist.

## Leben und Schaffen
Van Endert beendete sein Studiums am Berklee College of Music in Boston mit magna cum laude und spielte seither zahlreiche Tourneen und Aufnahmen in Amerika und Europa. Er veröffentlichte seither 17 CDs und folgte den Einladungen internationaler Festivals, darunter den renommierten in Montreux und Leverkusen.
Er arbeitete mit u. a. Mike Stern, Danny Gottlieb, Lajos Dudas, Jarek Smietana, Karl Berger, Gerd Dudek, Kenny Wheeler, Anne Hartkamp  zusammen und ist Mitglied des Sextetts Jazzensemble Düsseldorf um Peter Weiss.
2001 gründete er das Label Jazzsick Records, das er mit André Nendza leitet.

## Diskographie

### Als Leader/Co-Leader
- 1993: Philipp van Endert und Alex Gunia: Nobody Calls Me Chicken
- 1995: Jazzsick: Jazzsick
- 1996: Philipp van Endert Group: Philipp van Endert Group
- 1996: Mathias Haus und Philipp van Endert: Conversations
- 1997: Bret's Frets: European Rendezvous
- 1997: Alex Gunia und Philipp van Endert: Beauty Of Silence
- 1998: Lajos Dudas und Philipp van Endert: Encore
- 2000: Philipp van Endert und Axel Fischbacher: Things in Common
- 2000: Philipp van Endert Group: Urban Lyrical
- 2002: Mathias Haus und Philipp van Endert: Hit the Spot, Jack
- 2002: Lajos Dudas und Philipp van Endert: Seitenblicke
- 2003: Bret's Frets: Side Steppin’
- 2004: Philipp van Endert Trio: Trio
- 2006: Philipp van Endert Trio: Khilebor
- 2010: Mathias Haus/Philipp van Endert Duo: two above the open sea
- 2011: Philipp van Endert Trio: Rosebud
- 2014: Philipp van Endert Trio: Presence

### Als Gast
- 1995: Lajos Dudas Trio: Maydance
- 1997: Adventures in Guitarland: The New German Guitar Generation
- 1997: Lajos Dudas: Music For Clarinet
- 1998: Jazz Crossover Classic: Lajos Dudas Plays Bach
- 1998: Rob Hall: Heading North
- 2002: Lajos Dudas Quartett: Jazz and the City
- 1999: Lajos Dudas: Some Great Songs
- 2000: Lajos Dudas: Talk of the Town
- 2004: Lajos Dudas: Nightlight